# 수술용 마스크

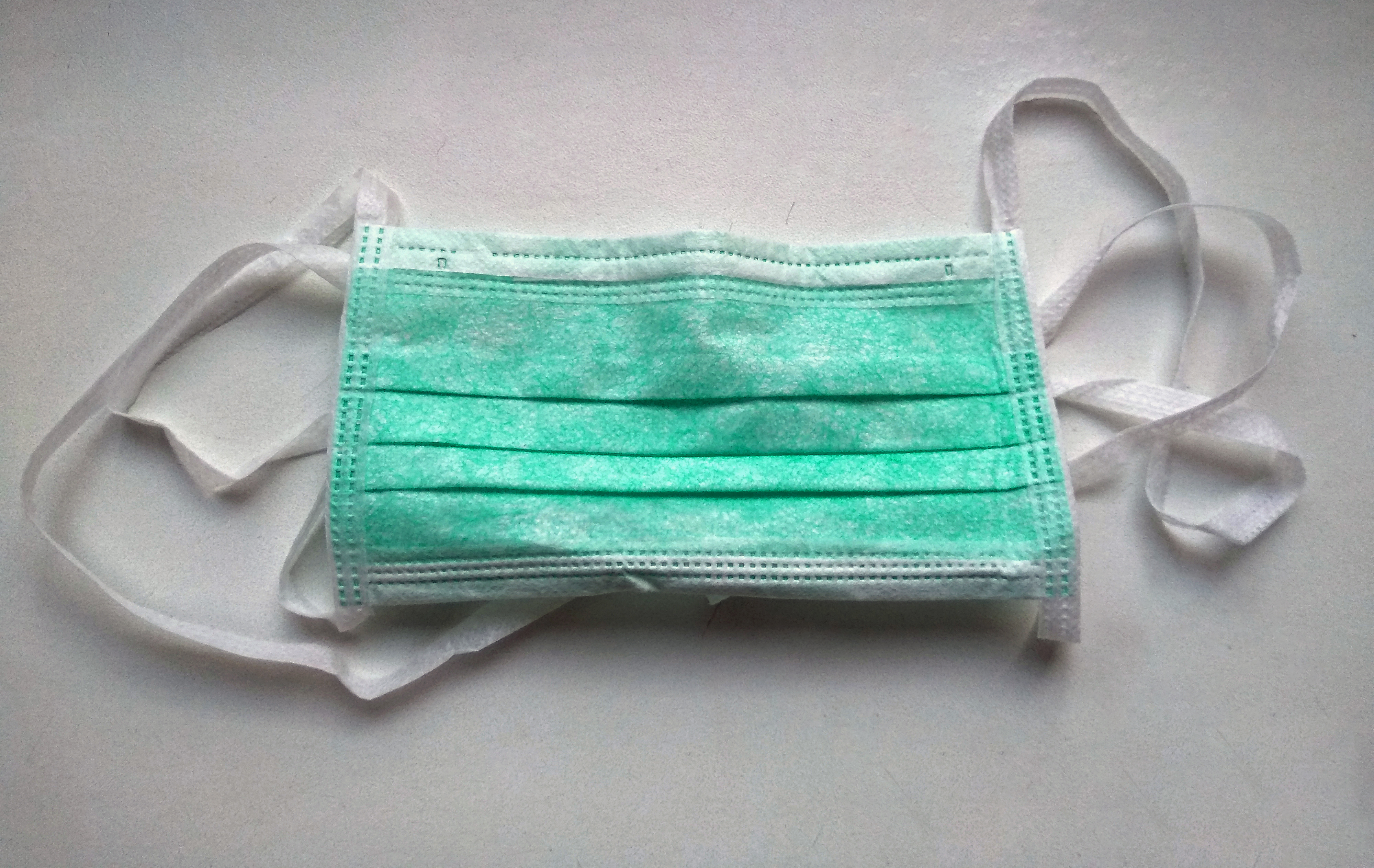

수술용 마스크(手術用 mask)는 수술할 때 쓰는 마스크로, 환자의 비말 · 체액 등에 포함될 수 있는 세균으로부터 수술의 시술자를 보호하기 위해 착용하는 것이다.
보건용 마스크와는 그 목적과 기능이 다르다. 예를 들어 KF94 마스크는 공기로 전파되는 세균이나 바이러스까지 막을 수 있도록 만들어졌지만 수술용 마스크는 이를 막아주지 못한다.

## 역사
독을 막기 위해 마스크로 얼굴을 가리는 습관은 고대 로마 시대에도 기록되어 있다. 17세기에는 흑사병이 미아즈마 때문이라고 믿은 의사들이 이로부터 자신을 보호하기 위해 흑사병 의사 복장을 하였다.
근대에 들어서는 19세기 말 유럽 의사들이 수술할 때 마스크를 쓰기 시작했으며 이는 제1차 세계 대전과 1918년 스페인 독감 때 전 세계적인 기준이 되었다. 이후 20세기 후반에 천으로 된 마스크를 부직포 마스크로 대체하기 시작했다.

### 코로나19 범유행
코로나19 범유행으로 보건용 마스크와 함께 수술용 마스크의 수요가 증가하면서 일부 국가는 자국에서 생산한 마스크를 다른 나라로 수출하는 것을 제한하였다. 이후 수요에 대응하기 2020년 6월부터 위해 별도 등급인 비말 차단용 마스크가 신설되었다.

## 같이 보기
- 방진 마스크
- 살균